# سیمون پاپویان
سیمون آوتیکی پاپویان (ارمنی: Սիմոն Ավետիքի Պապոյան؛  زادهٔ ۶ ژانویهٔ ۱۹۲۵ - درگذشته ۲۴ ژوئیهٔ ۲۰۰۳) یک سرطان‌شناس و استاد اهل ارمنستان بود.

## زندگی‌نامه
در ۶ ژانویهٔ ۱۹۲۵ در آشتاراک به دنیا آمد و از دانشگاه پزشکی دولتی ایروان فارغ‌التحصیل شد.   وی همچنین برنده دانشمند شایسته ارمنستان شوروی (۱۹۶۸) شده است. وی در ۲۴ ژوئیهٔ ۲۰۰۳ در سن ۷۸ سالگی در ایروان درگذشت.

## یادداشت
1. ↑  բժշկական գիտությունների դոկտոր